# Лисова Буда
Лисова Буда— деревня в Смоленской области России, в Монастырщинском районе. По состоянию на 2007 год постоянного населения не имеет. Расположена в западной части области в 22 км к югу от Монастырщины, в 7 км к северо-востоку от границы с Беларусью. Входит в состав Гоголевского сельского поселения.

## История
Деревня основана во время царствования царя Алексея Михайловича в XVII веке. Название произошло от слова Буда — в прошлом предприятие по производству поташа, расположенное в лесу.